# Sabine Snauweaert
Sabine Snauweaert (Roeselare, 17 ottobre 1962) è un'ex cestista belga.

## Carriera
Con il Belgio ha disputato i Campionati europei del 1985.